# 和光高校野球部落雷死亡事件
和光高校野球部落雷死亡事件（わこうこうこうやきゅうぶらくらいしぼうじけん）は、日本の高等学校の部活動において起きた事件。

## 概要
2016年8月4日には、埼玉県川越市の埼玉県立川越南高等学校のグランドでは野球部の練習試合が行われていた。この練習試合は、埼玉県立和光高等学校の野球部が訪れてきて行われていた。この練習試合は午後1時15分に始まる。この練習試合の行われていた場所には生徒や監督や保護者など45人がいた。この練習試合が行われている最中である午後3時55分頃に落雷が起こり、その時に一塁の守備についていた男子生徒が心肺停止となり救急搬送された。熊谷地方気象台によると、当日は大気が不安定で、朝から雷注意報が出ていた。落雷が起きた時点では雨は降っておらず、急に光り大きな音がして1人が倒れていたという状況であった。雷が落ちた当時には雨は降っておらず、雷を予測できないという状況であった。その時には雷が落ちそうな音もなっていなかった。この落雷を受けた生徒は川越南高校に隣接する消防署で署員の救命処置を受け、それから救急車で病院に搬送されて入院して治療を受けたものの、意識は戻らずにそれから数ヵ月後である2017年に死亡した。
この落雷が起きたグラウンドの周辺には12本の避雷針があり、落雷の発生当時は晴れ間が見えていて周囲では雷の音は聞こえていなかった。積乱雲ならばこの事例のように真下にいたならば暗くなるものの、少し離れたならば晴れ間になる。雷の音というのは落雷があってから聞こえるものである。積乱雲の最初の落雷は音が聞こえる前に落雷が起きている。避雷針を設置しても、避雷針の保護領域というのは数十メートルであるために、グラウンドの真ん中付近ならばどの避雷針からも離れているために落雷が起きる可能性がある。ここでの雷というのは直撃雷であった。この直撃雷というのは周囲が空けた場所で起きており、野球の他にはゴルフやサッカーや農作業の最中に起きることがある。
2018年に文部科学省は、この落雷事故が起きたことからも、屋外での教育活動における落雷事故を防止することについての文書を日本全国の学校関係者に出した。この文書では具体策として、気象庁のホームページで雷注意報の発表状況を確認する他に、雷ナウキャストといった情報を活用することも求める。落雷に対する安全策としては、かすかな雷鳴でも危険であると認識すること、雷鳴が聞こえたときはすぐに安全な場所に避難する必要があることなどを指摘。人体は同じ高さの金属と同様に落雷を誘引するために、身に付けている金属を外して絶縁物を身に付けても落雷を防止する効果は無いと注意をする。